# 遠洛克威-莫特大道車站
遠洛克威-莫特大道車站（英語：Far Rockaway–Mott Avenue station）是美國紐約地鐵IND洛克威線的東端總站。原初是一個長島鐵路車站，後來成為A線（任何時候停站）的南端總站和紐約地鐵最東端的車站，截至2016年，此站是洛克威半島最繁忙的地鐵站。此處的第一個地面車站在1869年啟用，而現時作為地鐵站的高架車站則在1958年1月16日啟用。車站在2009至2012年間以1億1700萬美元翻新。

## 車站結構
| P 月台層 | 北行                  | 往英伍德-207街（海灘25街）                                              |
| P 月台層 | 島式月台，左/右側開門 |                                                                         |
| P 月台層 | 北行                  | 往英伍德-207街（海灘25街）                                              |
| G        | 街道層                | 出入口                                                                  |
| G        | 主大樓                | 大堂、閘機、車站詢問處 升降機在莫特大道及海灘22街東北角的車站屋到月台層 |

遠洛克威-莫特大道車站是洛克威線的東端總站，建於混凝土高架橋上，設有一個島式月台和兩條軌道。軌道在月台東北端不遠的止衝擋結束。過去連接現時長島鐵路的遠洛克威車站的軌道已經拆除，而現時轉乘該鐵路需要步行三個街區。紐約市交通局市立停車場設施位於車站以東海灘22街和海灘21街之間，與Q22、QM17和N33號線使用的巴士總站相鄰。

## 外部連結
- nycsubway.org—IND Rockaway: Mott Avenue/Far Rockaway
- Station Reporter — A Rockaway
- The Subway Nut — Far Rockaway – Mott Avenue Pictures （页面存档备份，存于）
- Trains Are Fun — Former Far Rockaway LIRR Station
- Mott Avenue entrance from Google Maps Street View
- Platform from Google Maps Street View